# 20296 Shayestorm
20296 Shayestorm è un asteroide della fascia principale. Scoperto nel 1998, presenta un'orbita caratterizzata da un semiasse maggiore pari a 2,3057031 UA e da un'eccentricità di 0,1364388, inclinata di 5,93918° rispetto all'eclittica.